# Tavel
Tavel (okzitanisch Tavèus) ist eine französische Gemeinde mit 2032 Einwohnern (Stand 1. Januar 2022) im Département Gard in der Region Okzitanien (bis 2015 Languedoc-Roussillon). Sie gehört zum Arrondissement Nîmes und zum Gemeindeverband Gard Rhodanien.
Tavel liegt ca. 15 Kilometer nordwestlich von Avignon und 20 Kilometer südwestlich von Orange auf einer Höhe von 86 m ü. NN. Archäologische Ausgrabungen ergaben, dass die Gegend bereits im 6.–2. Jahrtausend v. Chr. bewohnt war. Der Fund einer römischen Villa in der Nähe der Weinkooperative sowie Funde von Traubenkernen und Holzresten einer Weinpresse belegen den Weinbau zur Zeit der Römer.
Im Jahr 1636 finden sich erste Katastereinträge von Weinlagen. Tavel etablierte sich bald als einer der besten Roséweine Frankreichs. Im 19. Jahrhundert, kurz vor dem Befall der Reblaus, waren 700 ha Rebfläche bestockt.

## Bevölkerungsentwicklung
| Jahr                       | 1962 | 1968 | 1975 | 1982 | 1990 | 1999 | 2006 | 2017 |
| Einwohner                  | 884  | 965  | 1161 | 1383 | 1439 | 1529 | 1688 | 1979 |
| Quellen: Cassini und INSEE |      |      |      |      |      |      |      |      |

## Sehenswürdigkeiten

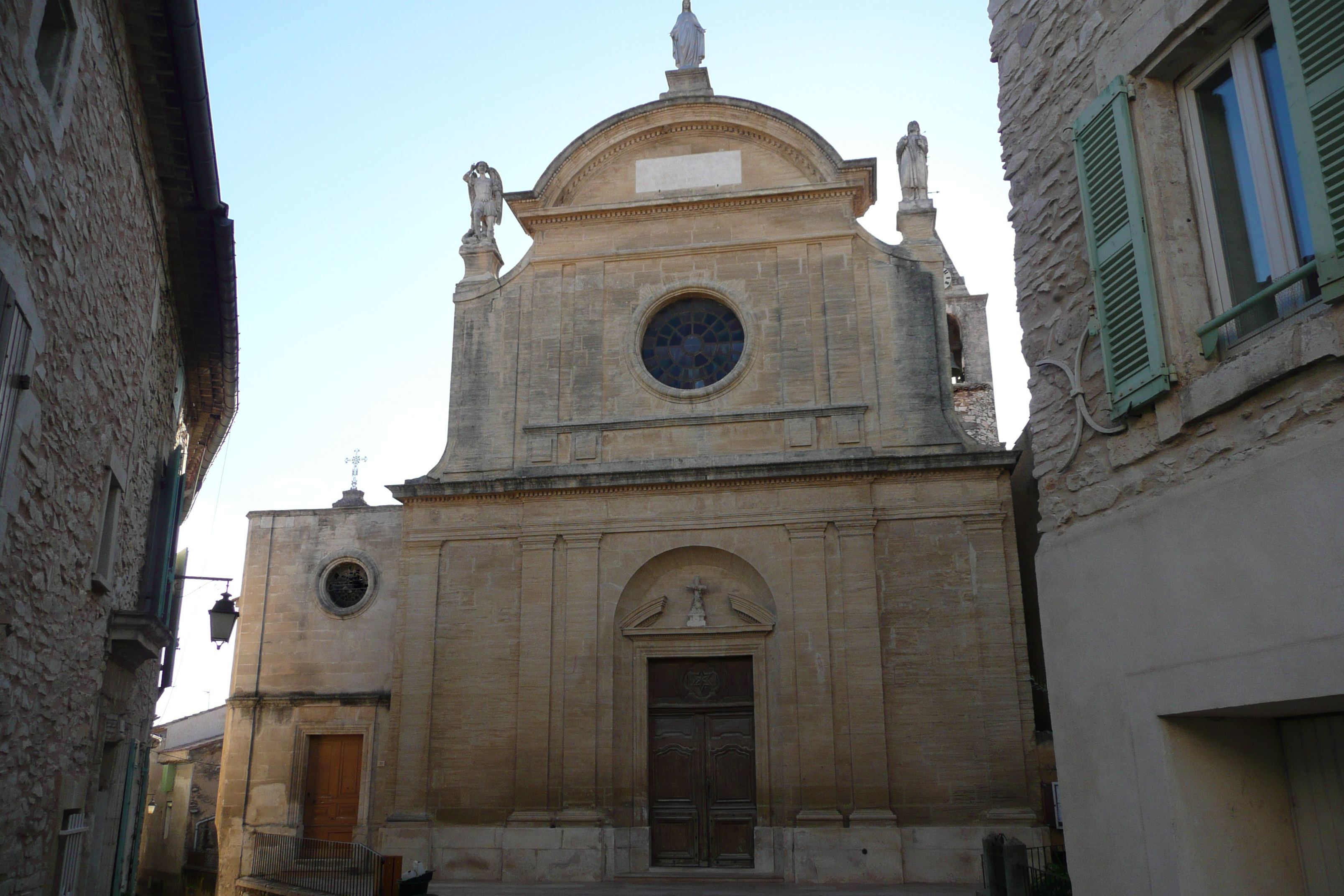
Kirche Saint-Michel
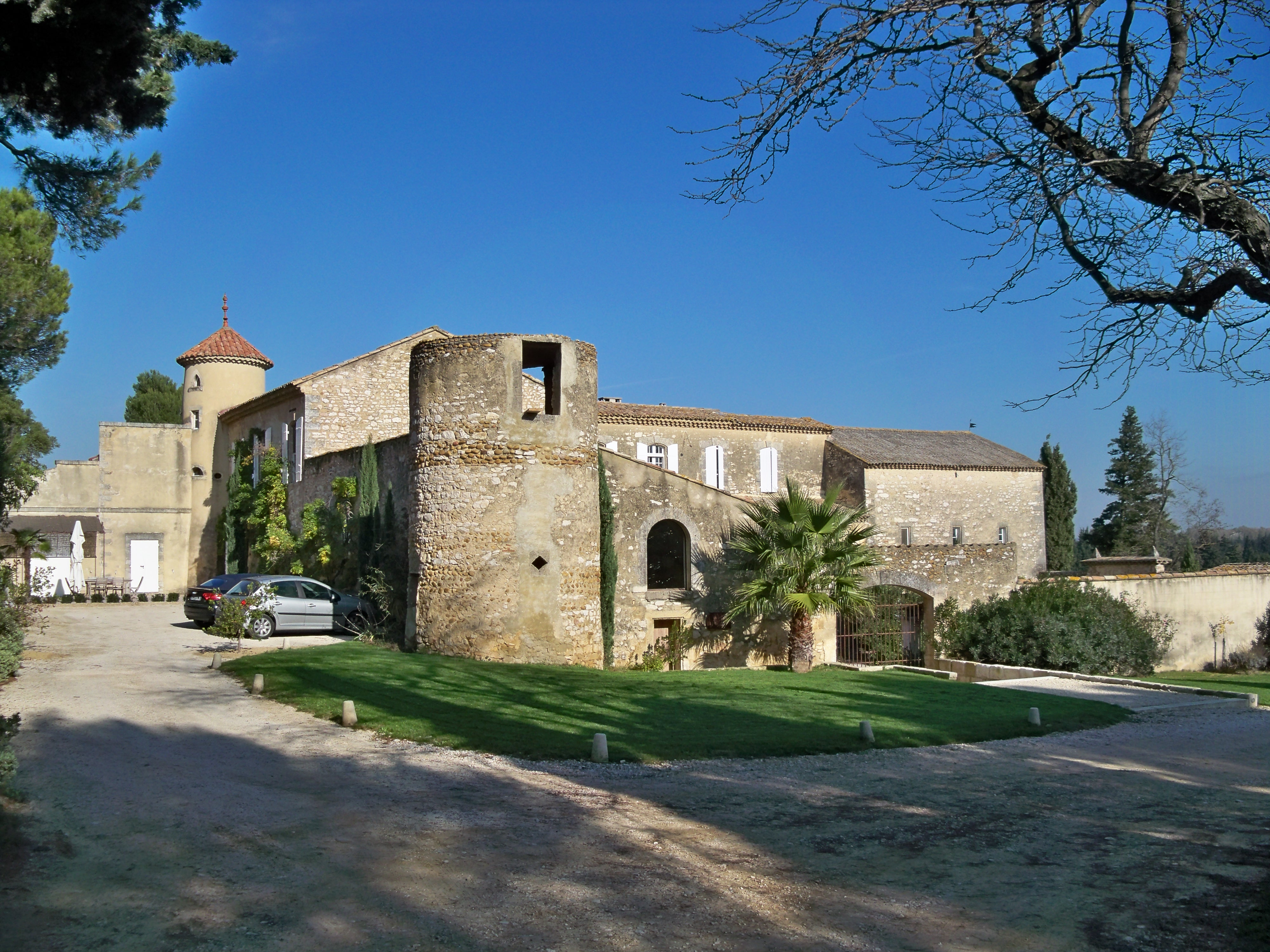
Weingut Prieuré de Montézargues
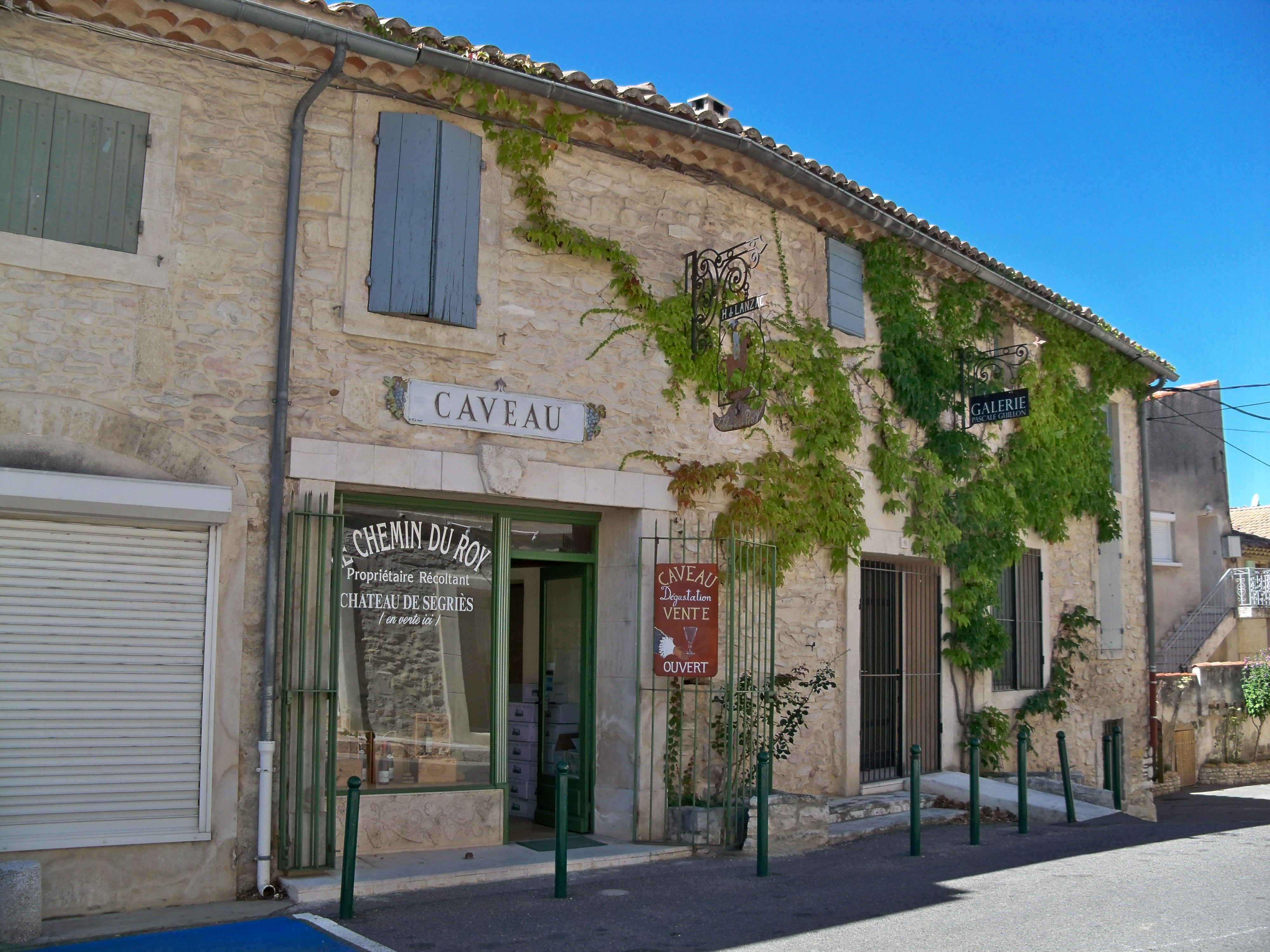
Typisches Weingut in Tavel
Monumentale Sonnenuhr am Autobahn-Rasthof Tavel
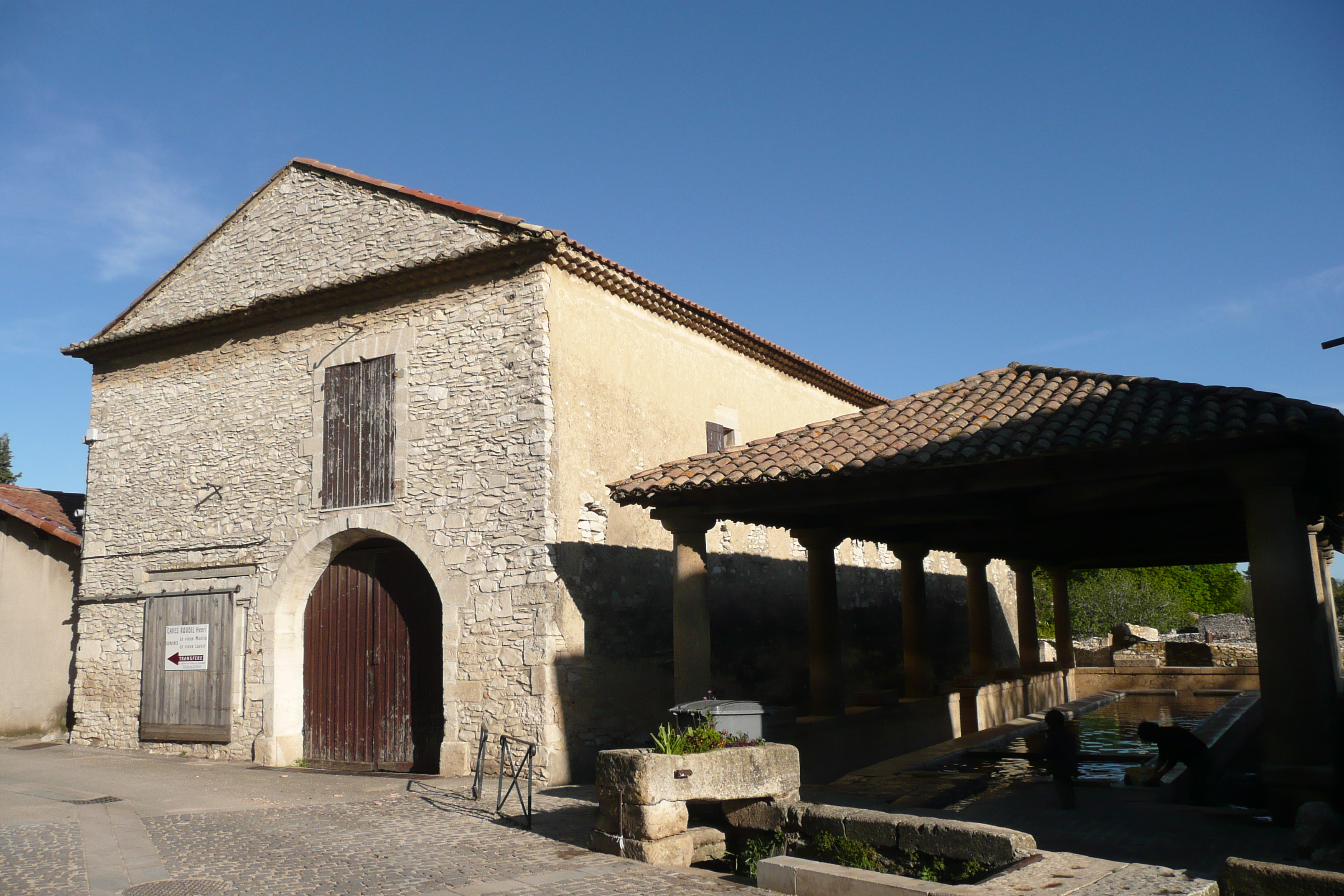
Lavoir
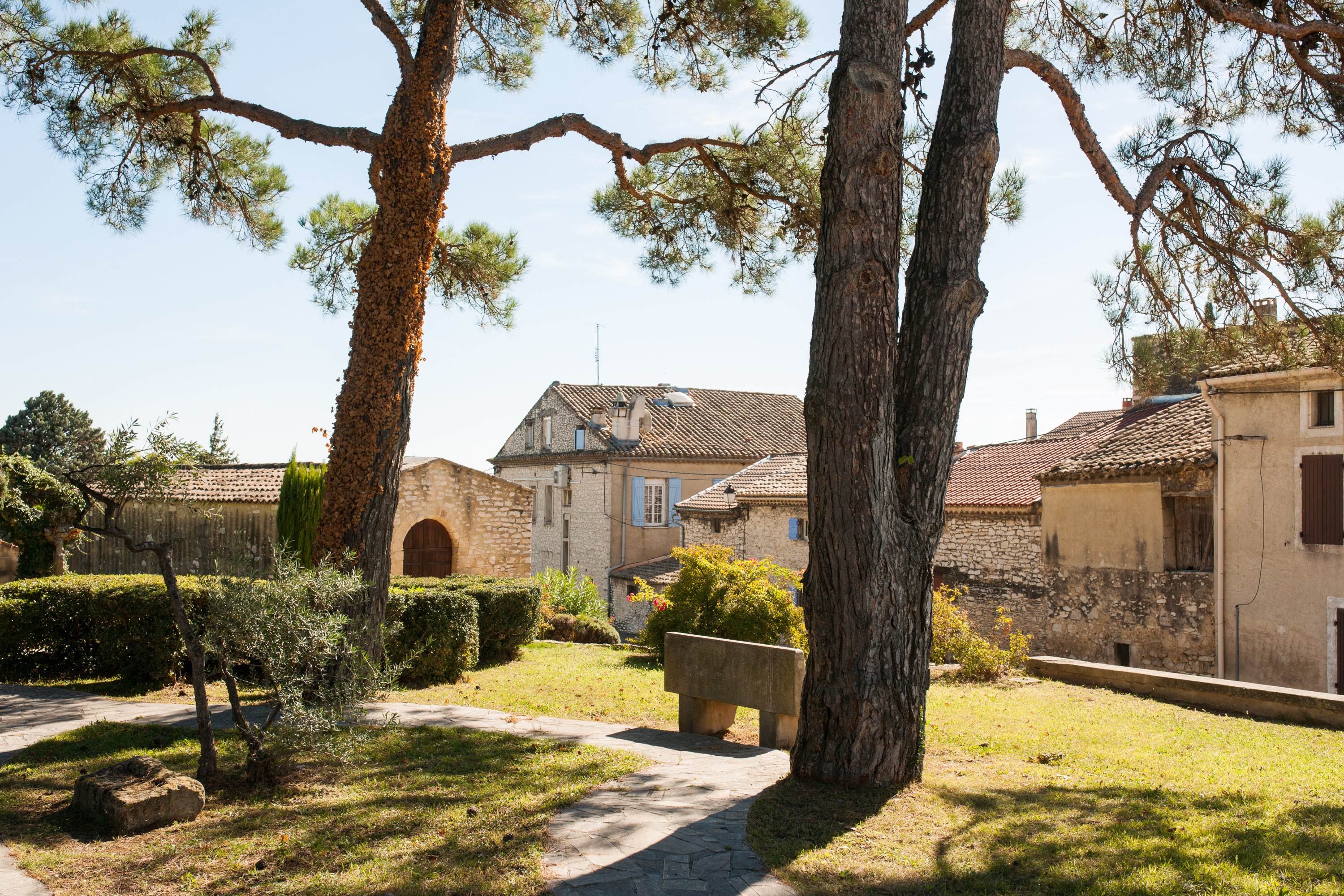
Gefallenendenkmal
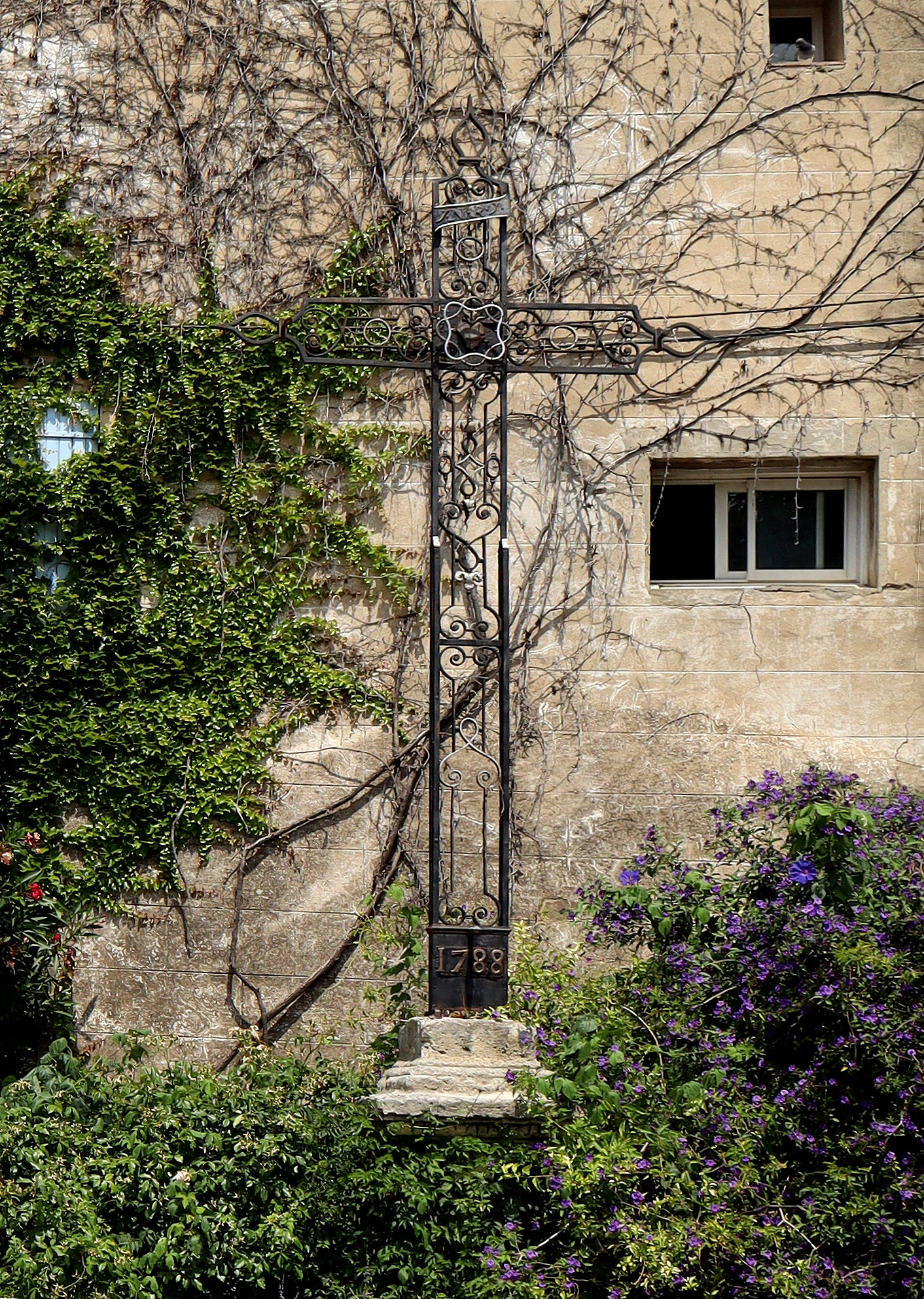
Eisernes Wegekreuz (1788)

- Kapelle Saint-Féréol
- monumentale Sonnenuhr
- zahlreiche Weingüter
- Waschhaus (Lavoir)

- Kirche Saint-Michel
- Weingut Prieuré de Montézargues
- Typisches Weingut in Tavel
- Monumentale Sonnenuhr am Autobahn-Rasthof Tavel
- Lavoir
- Gefallenendenkmal
- Eisernes Wegekreuz (1788)

## Wirtschaft und Infrastruktur
Der mit Abstand wichtigste Wirtschaftsfaktor in Tavel ist der Weinbau – in der Gemeinde sind 119 Winzer ansässig. Darüber hinaus lebt die Gemeinde von Tourismus und vom Abbau von Kalksteinen (einer Art Marmor mit den Bezeichnungen Tavel Bleu und Tavel Rose).
Durch die Gemeinde Tavel führt die Autobahn A 9 von Orange nach Spanien mit einem Anschluss östlich von Tavel und einem Rasthof namens Tavel westlich des Kernortes. Die Schnellfahrstrecke LGV Méditerranée tangiert den Südosten der Gemeinde Tavel.